# Biblioteca Nazionale del Club Alpino Italiano
La Biblioteca nazionale del Club Alpino Italiano (CAI) di Torino è la più importante biblioteca italiana specializzata in alpinismo.
La Biblioteca ha sede sul Monte dei Cappuccini, dove nel 1874 venne realizzata la "vedetta alpina" e dove fu successivamente istituito il Museo Nazionale della Montagna Duca degli Abruzzi. La Biblioteca fa parte dell'Area Documentazione del Museo. È presieduta da una commissione composta dal presidente generale del CAI o da un suo delegato e da un numero pari di membri nominati dal Consiglio centrale e dalla Sezione di Torino.

## Storia
La biblioteca fu fondata a Torino nel 1863, subito dopo la fondazione del CAI. Suo modello fu, su preciso auspicio di Quintino Sella, la raccolta libraria del famoso Alpine Club di Londra.
In seguito ad un accordo con l'Accademia delle Scienze di Torino, il Club Alpino Italiano ottenne dal Ministero della pubblica istruzione l'uso di un casotto presso il Castello del Valentino, prima sede della Biblioteca.
Tra le prime raccolte che andarono ad accrescere il patrimonio bibliografico, vi fu il Fondo Circolo Geografico Italiano di Torino, costituito da importanti resoconti di viaggi e di esplorazioni appartenuti all'omonima associazione, scioltasi pochi anni dopo la nascita del CAI.
Nel 1954 è stata inserita nell’elenco delle biblioteche specializzate di interesse nazionale pubblicato dal Ministero dell’Istruzione. Attorno al 1958, sotto la direzione dell'ingegnere torinese Giovanni Bertoglio, la consistenza delle raccolte ammontava a circa 10.200 volumi ed opuscoli, 400 riviste alpinistiche di tutto il mondo, 20 atlanti, 3.600 carte geografiche sciolte, 2.000 fotografie relative alla montagna.  All'epoca erano già in uso il catalogo alfabetico per autori, per soggetti, sistematico per materie, dei periodici.
Nel 1980 entrò a fra parte delle raccolte il Fondo Giovanni Bertoglio, costituito da circa 2.000 volumi di storia, letteratura, guide, bibliografie e periodici sulle Alpi, appartenuti all'ex direttore della Biblioteca e del periodico “L'Escursionista”, per dieci anni redattore della rivista mensile del CAI.
Alla fine degli anni Novanta è nato BiblioCai, un progetto di coordinamento avente come obiettivo la valorizzazione e la divulgazione del patrimonio culturale del CAI e la sua accessibilità anche in Internet, e la creazione di un grande meta-catalogo dedicato alla cultura e all'informazione CAI in ogni sua forma (filmati, documentazione, fotografie, stampa sociale, periodici).
Nel 2000 è stato donato l'archivio Giuseppe Lamberti (Ceva, 1911 - La Magdeleine, 1995), formato da incartamenti, analisi del terreno, fotografie e progetti riguardanti la quarantennale attività del tecnico e pioniere della costruzione di funivie e piste da sci .
Nel 2003 la Biblioteca ha acquisito il Fondo Mario Fantin (Bologna, 1921 – ivi, 1980), comprendente la biblioteca e l'archivio dell'alpinista, alpinista, fotografo, cartografo e regista. I materiali provenivano dal CISDAE (Centro Italiano Studio e Documentazione Alpinismo Extraeuropeo), fondato dallo stesso Fantin nella sua città natale nel 1967, ed attualmente parte dell'Area Documentazione del Museo della Montagna.

## Patrimonio
Attualmente il patrimonio della Biblioteca Nazionale del Club Alpino Italiano comprende circa  43.000 monografie, 1.650 testate di periodici (considerati i cambi di titolo) per un totale di oltre 22.000 annate, circa 10.000 carte topografiche, sia correnti che storiche, relative all'area alpina e a massicci extraeuropei.
Il patrimonio documentario è specializzato sulle montagne di tutto il mondo e comprende pubblicazioni di carattere geografico, meteorologico, glaciologico, geologico, speleologico, manuali, classici dell'alpinismo, dell'esplorazione e della speleologia, opere letterarie e storiche relative alle Alpi e guide in varie lingue.